# Böğürtlen, Sivrihisar
Böğürtlen là một xã thuộc huyện Sivrihisar, tỉnh Eskişehir, Thổ Nhĩ Kỳ. Dân số thời điểm năm 2011 là 229 người.